# Langolen
Langolen – miejscowość i gmina we Francji, w regionie Bretania, w departamencie Finistère.
Według danych na rok 1990 gminę zamieszkiwało 648 osób, a gęstość zaludnienia wynosiła 38 osób/km² (wśród 1269 gmin Bretanii Langolen plasuje się na 749. miejscu pod względem liczby ludności, natomiast pod względem powierzchni na miejscu 595.).